# Pseudoparlatoria constricta
Pseudoparlatoria constricta är en insektsart som beskrevs av Fonseca 1975. Pseudoparlatoria constricta ingår i släktet Pseudoparlatoria och familjen pansarsköldlöss. Inga underarter finns listade i Catalogue of Life.